# Merel Mooren
Merel Else Mooren (Haarlem, 22 de setembro de 1982) é uma ex-voleibolista indoor e jogadora de vôlei de praia neerlandesa, na quadra foi medalhista de prata no Campeonato Europeu Sub-18 de 1999 na Polônia, medalhista de prata no Campeonato Europeu nos anos de 2005 e 2006, Rússia e Países Baixos, respetivamente.

## Carreira
A trajetória dela iniciou-se ainda no voleibol de quadra (indoor) e ingressou nas categorias de base no Allides (Haarlem) em 1989 e permaneceu até 1997, ainda neste ano ingressou no Martinus Amstelveen e perdurou o vínculo até 2002.Também representou as categorias de base da seleção nacional de 1996 a 2000, conquistou a medalha de prata no Campeonato Europeu Sub-18 nas cidades de Wejherowo e Gdansk e terminou em nono no Campeonato Mundial Sub-18 em Funchal.
Em 1997, na praia, estreou no Circuito Mundial ao lado de sua irmã Debora Schoon-Kadijk no Aberto de Marselha, e neste terminaram no nono lugar, finalizaram em sétimo no Aberto de Espinho e em décimo sétimo no Aberto de Salvador, e tiveram o nono lugar no Campeonato Mundial de Los Angeles.Juntas conquistaram a medalha de prata no Campeonato Europeu de Voleibol de Praia de 1998 na cidade de Rodes.
Em 2002, inicia no vôlei de praia com Mered de Vries e terminaram na terceira posição no Campeonato Neerlandês, e com esta jogadora estreou no Circuito Mundial e finalizaram no quinquagésimo sétimo posto nos Abertos de Gstadd e Stavanger.Na temporada de 2003 esteve com Sanne Keizer, conquistaram o título nacional,  competiram no circuito mundial, finalizaram no quadragésimo primeiro lugar nos Abertos de Rodes, Stavanger e Osaka, em quinquagésimo sétimo lugar no Aberto de Gstaad e no Grand Slam de Berlim,  e vigésima quinta colocação no Aberto de Lianyungang.No ano de 2004, estiveram juntas e foram vice-campeãs nacionais, também conquistaram a etapa Satélite de Lausanna e o quinto lugar na etapa Satélite de Porticcio, e também no circuito mundial alcançaram a trigésima terceira colocação nos Abertos de Fortaleza e Maiorca, a quadragésima primeira posição nos Abertos de Rodes de Gstaad, assim como nos Grand Slams de Berlim e Klagenfurt, vigésima quinta posição no Aberto de Stavanger, no décimo sétimo lugar no Aberto do Rio de Janeiro,  no décimo terceiro no Grand Slam de Marselha.
Em 2005, forma parceria com Rebekka Kadijk e foram campeãs nacionais, e conquistaram a medalha de prata no Campeonato Europeu  de 2005 em Moscou e terminaram no sétimo posto no Campeonato Mundial em Berlim. No Circuito Mundial de 2005, finalizaram no décimo sétimo posto nos Abertos de Gstaad e Salvador, no décimo terceiro posto no Aberto de Osaka, no nono posto no Grand Slam de Klagenfurt e nos Abertos de Milão, Espinho e Acapulco, ainda em sétimo lugar no Aberto de Bali e o quinto lugar nos Grand Slams de Stavanger e Paris, assim como nos Abertos de Xangai e Atenas. 
Em 2006, permaneceu ao lado de Rebekka Kadijk e obtiveram a medalha de prata no Campeonato Europeu de Voleibol de Praia de Haia, no circuito mundial terminaram nos Grand Slams de Stavanger e Paris, como nos Abertos de Varsóvia, Porto Santo e Acapulco,  no décimo terceiro posto no Aberto de Vitória, o nono posto no Aberto de Módena, no sétimo lugar no Grand Slam de Gstaad e nos Abertos Atenas e Marselha e Phuket.
No Campeonato Europeu de 2007 em Valência,juntamente com Rebekka Kadijk, terminou na nona colocação, finalizaram no trigésimo sétimo lugar no Campeonato Mundial de Gstaad, e pelo circuito mundial, conquistaram o décimo sétimo posto no Aberto de Seul e no Grand Slam de Berlim, o nono posto nos Grand Slams de Paris e Stavanger,  no sétimo lugar noa Abertos de Sentosa e Montreal. 
No dueto com Rebekka Kadijk, finalizou no décimo nono lugar nos Jogos Olímpicos de Verão de 2008 e em nono lugar no Campeonato Europeu de Voleibol de Praia de 2008 em Hamburgo, no correspondente circuito mundial, conquistaram o décimo sétimo posto nos Abertos de Barcelona e Marselha,  e ainda foram nona colocadas no Grand Slam de Paris, sendo os melhores resultados do dueto na jornada, chegando ao fim a parceria após pausa na carreira de sua companheira.
No período esportivo de 2009 inicia a parceria com Marloes Wesselink, terminam na décima terceira posição no Másters de Baden e em nono no de Berlim, também ocuparam a décima terceira posição no Campeonato Europeu de Sochi, a décima sétima posição no Campeonato Mundial de Stavanger, mesma posto obtido no Aberto de Kristiansand e no Grand Slam de Marselha e o décimo terceiro lugar no Aberto de Haia, estes como melhores desempenho da dupla e ainda competiu com Roos Van der Hoeven no Aberto de Barcelona.
Iniciou a temporada de 2010 com Margo Wiltens, ou seja, no Grand Slam de Roma,  depois conquistaram o quinto lugar na etapa Satélite de Constanta, em seguida retoma a parceria com Rebekka Kadijk, e terminaram em nono lugar no Aberto de Haia.Em 2010  acertou com  time Kindercentrum Alterno, na época treinada por Ralph Post, seu namorado e atuou como líbero.
Na edição do Campeonato Mundial de 2011, em Roma, conquistaram o décimo sétimo posto e o mesmo posto no Aberto de Xangai, e conquistaram o décimo sétimo posto o Aberto de Haia, no Aberto de Mysłowice esteve com Marielle Kloek, já no Grand Slam de Klagenfurt e no Aberto de Phuket esteve com Jantine van der Vlist e com esta terminou na nona colocação no Campeonato Europeu de Kristiansand.
Em 2012, o melhor desempenho com Jantine van der Vlist foi o vigésimo quinto lugar nos Abertos de Brasília e Sanya, alcançou o décimo sétimo lugar no Campeonato Europeu de Scheveningen, formando dupla com Roos Van der Hoeven;nos Grand Slams de Moscou, Roma e Gstaad, esteve com Laura Bloem, terminando com Jantine van der Vlist no Másters de Varna, no qual foram semifinalistas, e alcançou no Aberto de Aland o décimo sétimo posto e o décimo terceiro no Aberto de Bangsaen.